# Lipps Island
Lipps Island ist eine kleine und felsige Insel im Palmer-Archipel vor der Westküste der Antarktischen Halbinsel. Sie liegt 300 m westlich von Litchfield Island vor der Südwestküste der Anvers-Insel.
Das Advisory Committee on Antarctic Names benannte sie 1975 nach dem US-amerikanischen Paläontologen Jere H. Lipps (* 1939), der von 1971 bis 1974 im Rahmen des United States Antarctic Research Program Untersuchungen zum Vorkommen von Foraminiferen in seichten Gewässern um die Antarktische Halbinsel geleitet hatte.